# Balthasar von Schlieben
Balthasar von Schlieben (lateinisch Balthazar de Sliwen, u. a.; † nach 1485) war Propst in Lebus und Magdeburg und kurfürstlicher Rat in Brandenburg.

## Leben
Balthasar stammte aus dem Baruther Zweig der Familie von Schlieben, deren Besitzungen zum Kurfürstentum Sachsen gehörten. Er war ein Vetter von Liborius von Schlieben, Bischof von Lebus, erst Komtur dann Herrenmeister des Johanniterordens. Die Begüterung Stülpe dessen Familienlinie gehörten zum Erzstift Magdeburg. 
1424 wurde ein Balthasar von Schlieben als Domherr in Magdeburg erwähnt. 1434 war er an der Universität Rostock immatrikuliert. Seit 1449 war Balthasar von Schlieben Kaplan und kurfürstlicher Rat von Friedrich II. von Brandenburg. 1458 war er Dompropst von Lebus (letzte Erwähnung 1479). 1463 wurde Balthasar als Kanoniker im Stift St. Nikolai in Stendal erwähnt, 1468 als Senior im Domstift Magdeburg (letzte Erwähnung 1485). 1474 wurde er mit einer Pfarrei in Cottbus dotiert.
1479 war Balthasar von Schlieben Kaplan des Kurfürsten Albrecht Achilles. 1483 war er Propst am Stift St. Sebastian in Magdeburg. 1485 wurde er letztmals erwähnt.

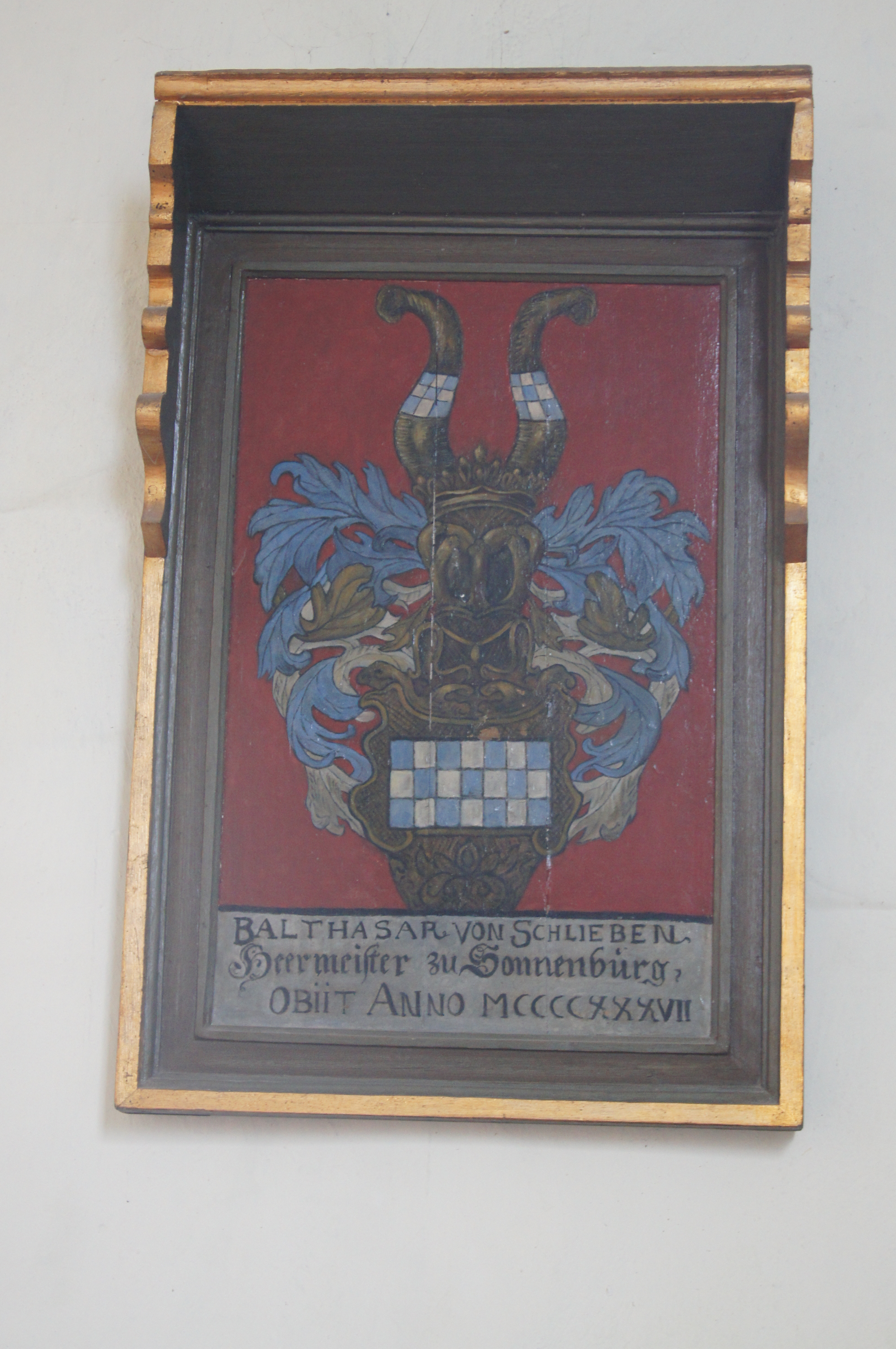
Wappenschild des gleichnamigen Heermeisters des Johanniterordens, Balthasar von Schlieben † 1437, in der Kirche der Komturei Lietzen.

## Weitere Personen mit diesem Namen
Da es zeitgleich mehrere Personen des gleichen Namens gab, ist es möglich, dass sich einige Angaben (1424 Magdeburg, 1474 Cottbus) auf diese beziehen.
- Balthasar von Schlieben († 1437), Ordensmeister der Ballei Brandenburg des Johanniterordens (1425–1437)
- Balthasar von Schlieben, Vogt und Pfandbesitzer von Trebbin (1463–1490)[1][2][3]